# امیر عبدو
امیر عبدو (انگلیسی: Amir Abdou؛ زادهٔ ۸ ژوئیهٔ ۱۹۷۲) مربی فوتبال اهل فرانسه-اتحاد قمر است.